# Bernard Zweers
Bernard Zweers   (Amsterdam, 18 de maig de 1854 - Amsterdam, 9 de desembre de 1924) fou un compositor i pedagog musical neerlandès.

Bernard Zweers va néixer el 1854 com a fill d'un comerciant i sintonitzador de piano d'Amsterdam. Tot i que el seu pare era un cantant aficionat, va desaprofitar els interessos musicals del seu fill i va esperar que el seguís en el negoci familiar. Essent fonamentalment autodidacta, va tenir alguns èxits musicals menors abans que els seus pares finalment l'aprovessin i el van enviar a estudiar amb Salomon Jadassohn a Leipzig el 1881-1883. De la seva importància crucial per a l'educació musical de Zweers va ser la seva primera exposició a l'obra de Wagner quan va estar present a l'estrena de Berlín del Der Ring des Nibelungen el 1881:
| « | <Jo, que mai em vaig aventurar més lluny que Nijmegen i que abans no havia escoltat ni tan sols una òpera normal, estava a Berlín escoltant el ring de Wagner... i vaig tornar un wagnerià de pura sang.>> | » |

Després del seu retorn, es va convertir en molt actiu en la vida musical holandesa i va assumir diverses cites, inclosa la direcció de diversos cors.

Tot i això, a causa del deteriorament de les seves habilitats auditives i del propi desig de concentrar-se en l'ensenyament, va renunciar a la majoria d'aquestes. De 1895 a 1922 va ser cap d'ensenyament i composició al conservatori d'Amsterdam, però en lloc d'imposar la seva pròpia música als seus alumnes, els va deixar la llibertat de desenvolupar el seu propi estil, una ruptura amb les polítiques del seu predecessor Johannes Verhulst. Es va convertir en un professor molt estimat, fins i tot venerat per tota una generació de compositors holandesos. A part de les seves habilitats didàctiques, Zweers era reconegut pel seu sentit de l'humor. En una reunió de l'Associació de músics holandesos (Nederlandse Toonkunstenaars Vereeniging), es va programar la segona simfonia de Zweers juntament amb l'Overture Concert de Huyschenruyter. Just abans del concert, Huyschenruyter es va acostar a Zweers per dir-li quant li havia agradat la seva simfonia (a l'assaig). Després d'un silenci d'un moment, Zweers va respondre:
| « | <<"Senyor, no he sentit la teva audició, però estic segur que la meva simfonia està a un nivell més alt". Emmudit per aquesta exhibició d'arrogància de l'artista, Huyschenruyter es va quedar en silenci fins que Zweers va esclatar rient: "Per descomptat, perquè la teva obertura es troba en D, i la meva simfonia està escrita en forma plana!>> | » |

## Obres
El 1907, el professor de Leyden Pieter Blok va publicar la darrera part de la seva Història del poble holandès, dedicada a les arts. Tot i això, va ignorar totalment la música, al·legant que la música holandesa no tenia cap "caràcter nacional". El compositor Johann Wagenaar va publicar una refutació, en la qual afirmava que la música "holandesa" vertadera podia caracteritzar-se per una "melodia senzilla, amb esperit o ferma, per un sentit de la sensació acollidora i tranquil·la, un ritme agut i, finalment, un sentit. d'humor". Wagenaar va nomenar com a exemple dues obres: Piet Hein Rhapsody, de Peter van Anrooy, una producció orquestral basada en una cançó popular sobre l'heroi naval holandès del segle xvii Piet Hein i la tercera simfonia de Bernard Zweers, subtitulada "A la meva pàtria". De fet, es podria dir que Zweers és el nacionalista més obert de tots els compositors holandesos. No en el sentit que, com tants altres compositors europeus, basés la seva música exclusivament en la música folk, sinó més en la seva explotació de temes nacionals.

No obstant això, hi ha una estranya dicotomia en les idees de Zweers sobre la música. D'una banda, es va esforçar per desenvolupar una marca de música específicament holandesa, lliure d'influències estrangeres. Per exemple, la seva música vocal només utilitza textos en llengua holandesa i, quan té un programa, sovint s'inspira en temes holandesos: Rembrandt, Gijsbrecht van Aemstel de Vondel, paisatges holandesos, etc. El seu objectiu era el bé més gran de l'art holandès, perquè 
| « | <<"Mai no s'aconseguirà posar un peu amb un poble, quan utilitza una llengua estrangera en cançó, o quan s'adopti art mitjançant llengües estrangeres".>> | » |

D'altra banda, les influències alemanyes en la seva música són innegables. La seva "Segona" simfonia és completament wagneriana; i la "Tercera" li va donar l'epítet "l'holandès Bruckner". No es pot imaginar que Zweers agraeixi aquest honor (i realment no es mereix, ja que l'única cosa bruckeriana de l'obra és la seva extensió). Aquella "Tercera Simfonia" (1887-1889) es va convertir i de molt en l'obra més famosa de Zweers. La seva gran escala va prohibir que es realitzés molt sovint i va fer que la publicació fos cara (l'editorial AA Noske va experimentar una gran pèrdua ja que les vendes eren pobres), però l'obra va ser, i es considera, com una fita en el desenvolupament de la música holandesa, combinant melodies populars amb una descripció lírica dels paisatges holandesos. Per tant, era ineludible que Wagenaar l'utilitzés com a exemple de música holandesa "típica"